# GET WILD '89
『GET WILD '89』（ゲット・ワイルド・エイティーナイン）は、TM NETWORKの19枚目のシングル。

## 背景
10枚目のシングル「Get Wild」のリミックスバージョンで、3枚同時リリースされたリプロダクションシングルの1つ。「GET WILD '89」はピート・ハモンドがリミックスを行っており、ユーロビートにリアレンジされている。
カップリング曲の「FOOL ON THE PLANET (WHERE ARE YOU NOW)」はジミー・ブラロウアー、ピーター・ウッドがリミックスを行っている。このバージョンはアルバム『DRESS』未収録であったが、2004年にリリースされたベストアルバム『Welcome to the FANKS!』に初収録されている。

## 制作

### GET WILD '89
サビの歌い出しを「Ge・Ge・Ge…」とフレーズサンプリングし、SE的に使われている。リリースされた3枚の中で、当時テレビ番組に出演した時はこの曲を演奏する事が多かった。
小室は、PWLがLINNの『Linn 9000』を母体として、1台のクロックマシンを基準にして、そこから全部音を出すことでぴったり音を合わせる方法や、PUBLISONのピッチシフターを使っていたことで、歌の上手い・下手を問わず、全て「あの声」になること、それを2トラックで録音してフェイズさせるというノウハウをPWLから見せてもらい、「GET WILD '89」が原曲とは全然技術的に違う発想で作られたことを見せつけられたと語っている。
プロトバージョンとして原曲版のようなイントロ、間奏、アウトロ、リフレインにおいては原曲版にあったディストーションギターなどの音も入り、代わりにサビの歌い出しサンプリング「Ge・Ge・Ge…」が一切無く、4分近い構成になった『7inch Version』があり、音源は1989年当時から存在していたが、2020年にリリースされた『Gift from Fanks M』まで収録されず、これを元にしたインスト版（「BEAT EXPRESS ORIGINAL KARAOKE VOX for men」・1991年）及びオリカラ版（「ORIGINAL SINGLE BACK TRACKS 1984-1999」・2012年）がボーカル入りよりも先にリリースされていた。
1993年8月21日発売のリミックスアルバム『TMN CLASSIX 1』においては、ピート・ハモンドのミックスの上に小室自身がシンセサイザーの音をオーバーダビングさせた『techno overdub mix』が収録されている。また、2013年3月6日発売の小室哲哉ソロアルバム『DEBF3』2枚目においては、この曲に『techno overdub mix』とは異なるシンセサイザーの音をオーバーダビングさせたバージョンが収録されている。

## ライブでの披露
ライブ等でこれらリプロダクションバージョンで演奏された楽曲は、アルバム『DRESS』リリース直後のライヴツアー『CAMP FANKS!! '89』のみであるが、唯一この曲だけはそれ以降のライブや1999年の再始動以降のライブでも頻繁にこのバージョンで演奏されることが多い（1994年終了ライブ、2003・2005・2007年のtribute LIVEなど）。

## 収録曲
| 全作詞: 小室みつ子。 |                                            |            |           |                                 |      |
| #                    | タイトル                                   | 作詞       | 作曲      | Additional Production and Mixed | 時間 |
| 1.                   | 「GET WILD '89」                           | 小室みつ子 | 小室哲哉  | Pete Hammond                    | 6:45 |
| 2.                   | 「FOOL ON THE PLANET (WHERE ARE YOU NOW)」 | 小室みつ子 | 木根尚登  | Jimmy Bralower and Peter Wood   | 5:32 |
| 合計時間:            | 合計時間:                                  | 合計時間:  | 合計時間: | 12:17                           |      |

## 収録アルバム
GET WILD '89
- DRESS
- BEAT EXPRESS ORIGINAL KARAOKE VOX for men (「7inch Version」基調のインストゥルメンタルバージョン)
- TMN COLOSSEUM II (ライブバージョン。但し表記は『Get Wild』となっている。)
- TMN CLASSIX 1 (techno overdub mix)
- GROOVE GEAR 1984-1994 (DISC 2にオリジナル、DISC 3にtechno overdub mixが収録)
- TAKASHI UTSUNOMIYA PRESENTS TMN RED
- TMN final LAST GROOVE 5.18 (ライブバージョン)
- TIME CAPSULE all the singles
- STAR BOX
- ALL the “Get Wild” ALBUM
- DEBF3
- GET WILD SONG MAFIA (オリジナル・techno overdub mix・ライブバージョン全て収録)
- TM NETWORK THE SINGLES 2
- TK BOX 〜TETSUYA KOMURO HIT HISTORY〜
- TM NETWORK ORIGINAL SINGLES 1984-1999
- TM NETWORK ORIGINAL SINGLE BACK TRACKS 1984-1999 (「7inch Version」基調のオリジナル・カラオケ)
- Gift from Fanks M (DISC 2にオリジナル、DISC 3に「7inch Version」が収録)
- LIVE HISTORIA T 〜TM NETWORK Live Sound Collection 1984-2015〜 (ライブバージョン)

FOOL ON THE PLANET (WHERE ARE YOU NOW)
- Self Control (オリジナルバージョン)
- DRESS (2013年再発盤のみ)
- TMN COLOSSEUM II (ライブバージョン)
- GROOVE GEAR 1 (オリジナルバージョン)
- NAOTO KINE PRESENTS TMN BLUE (オリジナルバージョン)
- STAR BOX (オリジナルバージョン)
- BEST TRACKS 〜A message to the next generation〜 (オリジナルバージョン)
- Welcome to the FANKS! (Disc1にオリジナル、Disc3に本曲が収録)
- TM NETWORK THE SINGLES 2 (初回限定盤のみ)
- Gift from Fanks T
- Gift from Fanks M (オリジナルバージョン)
- How Do You Crash It? (ライブバージョン)
- 40th FANKS intelligence Days 〜DEVOTION〜（ライブバージョン）